# 買嘉瑞
買嘉瑞（1987年2月25日—2020年9月30日），外號「買弟」，台灣前棒球運動員，曾經效力於中華職棒兄弟象隊，守備位置為投手，其胞兄為前統一獅三壘手買嘉儀。2010年，因涉及職棒假球案遭到兄弟象隊開除。2020年9月30日，駕車於台南市六甲區工研路衝落對向邊坡下方果園，遭車體壓住傷重不治。

## 經歷
- 台南縣善化鎮善化國小少棒隊
- 台南縣立善化國中青少棒隊
- 國立善化高中青棒隊
- 合作金庫棒球隊（2007年－2008年）
- 中華職棒兄弟象隊（2008年－2010年）

## 職棒生涯成績
| 年度   | 球隊   | 出賽 | 勝投 | 敗投 | 中繼 | 救援 | 完投 | 完封 | 四死 | 三振 | 責失 | 投球局數 | 防禦率 |
| ------ | ------ | ---- | ---- | ---- | ---- | ---- | ---- | ---- | ---- | ---- | ---- | -------- | ------ |
| 2008年 | 兄弟象 | 46   | 4    | 6    | 1    | 8    | 0    | 0    | 34   | 54   | 43   | 87.1     | 4.431  |
| 2009年 | 兄弟象 | 51   | 4    | 3    | 15   | 1    | 0    | 0    | 26   | 27   | 9    | 54.2     | 2.469  |
| 合計   | 2年    | 97   | 8    | 9    | 16   | 9    | 0    | 0    | 51   | 76   | 58   | 142.0    | 3.676  |

## 特殊事蹟
- 2008年3月28日：於台南棒球場面對統一獅隊，生涯第一次先發即拿下勝投。
- 2008年10月28日：總冠軍戰於台中洲際棒球場面對統一獅隊，第2局接替因投出頭部觸身球被判退場的洋投丹尼投球，力投5局奪下個人總冠軍賽首勝，也成為中職總冠軍賽史上最年輕的勝投。
- 2009年10月24日於台南市立棒球場總冠軍戰對決統一7-ELEVEn獅，於十一局下登板中繼，投至第三局造成右手中指瘀血但仍撐完五局，為兄弟象打下第七戰，在創紀錄的十七局交戰中拿下單場MVP。

## 外部連結
- 買嘉瑞在台灣棒球維基館上的頁面（繁體中文）
- 球員資訊和成績在中華職棒官網（中文）